# Aeroportul Uchiza
Aeroportul Uchiza (IATA: UCZ, ICAO: SPIZ) este un aeroport din Departamento de Huánuco⁠(d), Peru ce deservește zona Distrito de Uchiza⁠(d). Aeroportul a fost tranzitat în decembrie 2011 de 0 pasageri.
Situat la o altitudine de 599 m, aeroportul dispune de o singură pistă.